# Stegana taiwana
Stegana taiwana är en tvåvingeart som beskrevs av Toyohi Okada 1991. Stegana taiwana ingår i släktet Stegana och familjen daggflugor.
Artens utbredningsområde är Taiwan. Inga underarter finns listade i Catalogue of Life.